# 알코올 온도계
알코올 온도계는 관 안에 알코올을 넣은 온도계의 한 종류이다.

## 사용 이유
- 수은 온도계: 알코올 온도계가 널리 사용되기 시작한 것은 수은 온도계의 문제점으로 인한 것이었다.